# キヌゲネズミ科
キヌゲネズミ科（キヌゲネズミか、Cricetidae）は、齧歯目ネズミ上科の分類群である。ハムスター、ハタネズミ、レミングなどが含まれる。

## 進化
キヌゲネズミ科は新生代始新世中期 - 後期のアジアに現れたが、勢力を拡大するのは中新世に入ってからであった。アフリカやマダガスカル、北アメリカ大陸、そして南アメリカには約300万年前に北アメリカを経由して到達した。現在では熱帯から北極圏にまでの広い範囲に分布している。また、特に南アメリカでは350以上の種に分化し、繁栄している。
臼歯はやや祖先的な形態を留め、初期の属では咬頭が細い峰で連結された様な形態を示す。一方、後期に分化したミズハタネズミ亜科では高冠歯化し、更に無根歯となって一生伸び続ける様になる。喉頭のパターンも、扇形が互い違いに並んだ様な形態へと変化している。

## 分類
以下の亜科が含まれる。MusserとCarletonによる1993年の分類ではネズミ科のシノニムとされたが、2005年の分類ではネズミ科とは異なる科とされた。
- ミズハタネズミ亜科 Arvicolinae - オオハタネズミ、レミング、マスクラットなど
- キヌゲネズミ亜科 Cricetinae - ゴールデンハムスター、ジャンガリアンハムスターなど
- タテガミネズミ亜科 Lophiomyinae - タテガミネズミ
- ウッドラット亜科 Neotominae - ウッドラット、ゴールデンマウスなど
- コトンラット亜科 Sigmodontinae - コメネズミなど
- キノボリネズミ亜科 Tylomyinae - ヨルネズミなど

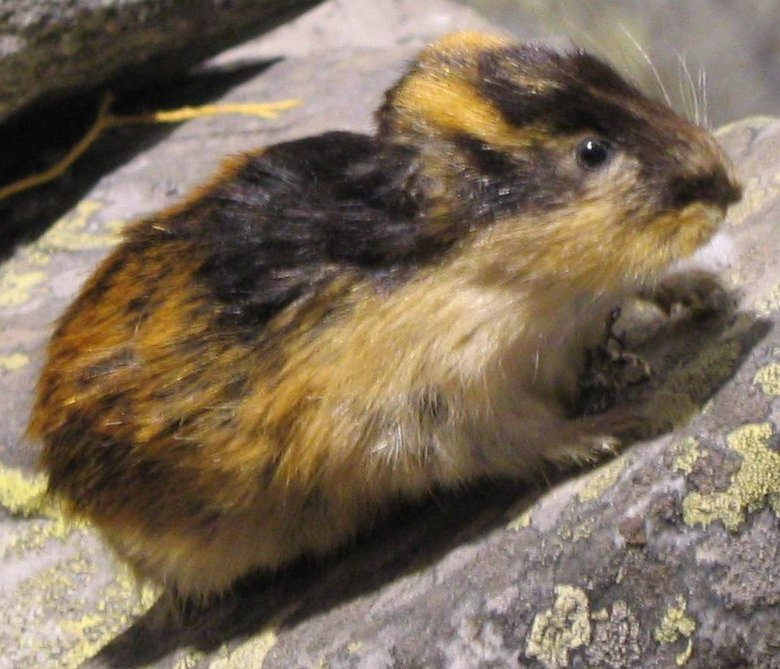
ノルウェーレミング L. lemmus
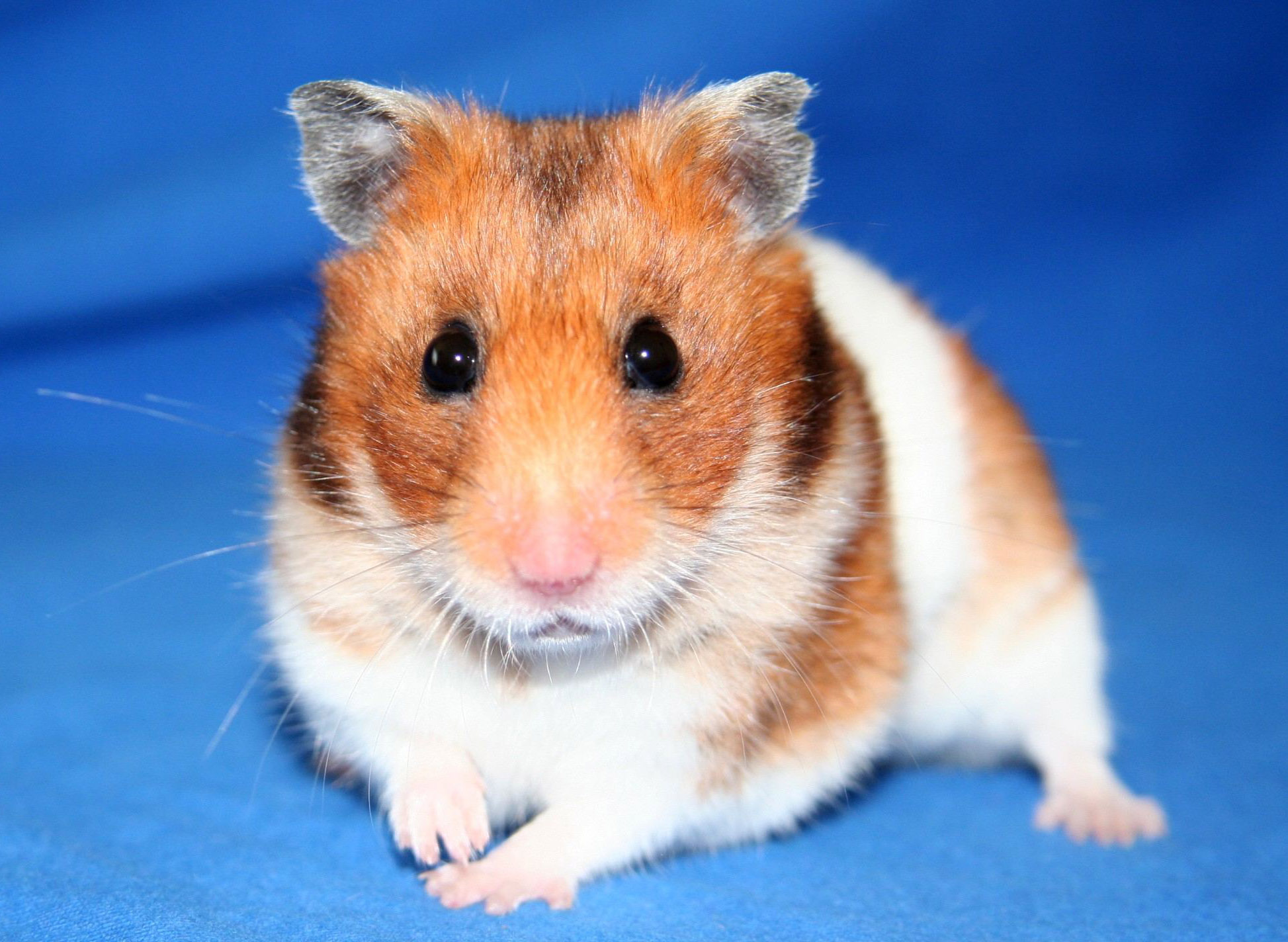
ゴールデンハムスター M. auratus
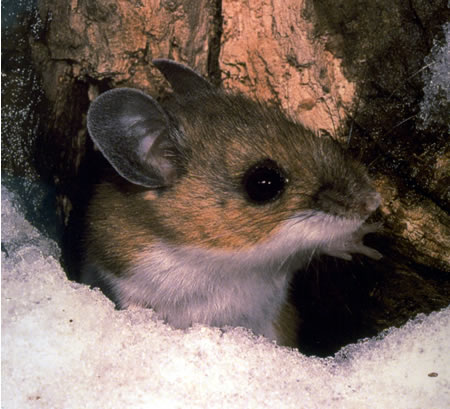
シカシロアシマウス P. maniculatus